# H Mart

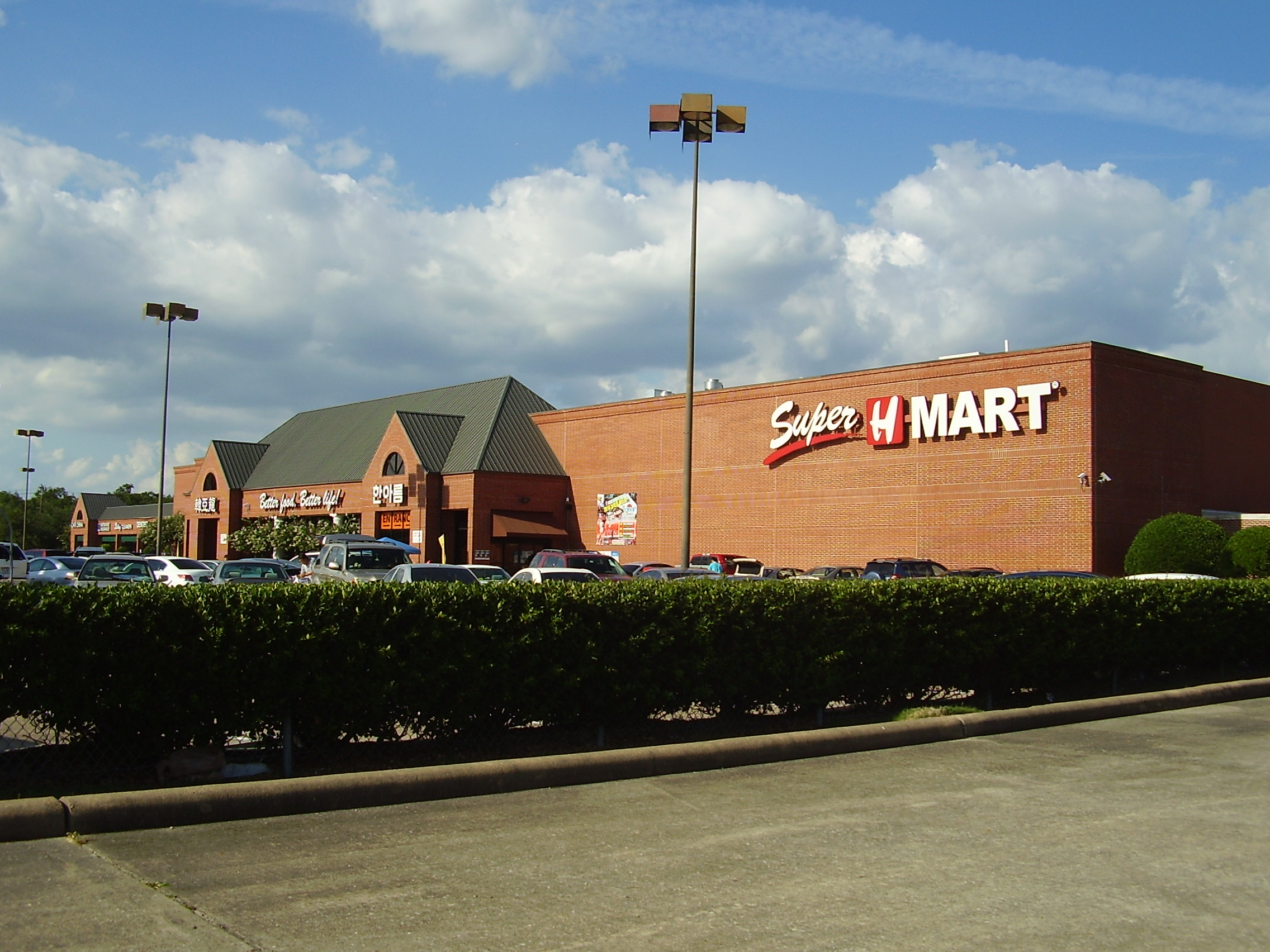
Super H Mart en Spring Branch, Houston, Texas

H Mart (coreano: H 마트, 한아름 마트-韓亞龍, Han Ah Reum) es una cadena de supermercados coreano-estadounidenses (en). Tiene su sede en Lyndhurst, Nueva Jersey. H Mart vende alimentos asiáticos.

## Historia
La cadena empezó en 1982 como una tienda de ultramarinos de Corea del Sur y otros países de Asia situada en Woodside, boro de Queens, ciudad de Nueva York. La tienda todavía existe, pero opera separadamente de la cadena y mantiene el nombre original de Han Ah Reum ("Un Brazo Lleno de Comestibles" en coreano). 
En 2001 un supermercado de H Mart en el Norte de Virginia (en) ganó muchos empleados hispanos. Debido a que los empleados coreanos y hispanos tenían conflictos culturales, la empresa H Mart estableció un curso de formación en interculturalidad, con traducciones en español.